# Серебряков, Пётр Акимович
Пётр Аки́мович Серебряко́в (11 августа 1920, село Эк-Полянки, Саранский уезд, Пензенская губерния — 11 марта 1985, село Малиновка, Томская область) — ветеран и герой Великой Отечественной войны, полный кавалер ордена Славы.

## Биография
Родился 11 августа 1920 года на Урале в крестьянской семье. Окончил 6 классов средней школы, с ранней юности был колхозником, работал в местном колхозе, был бригадиром. В 1940-м году, в возрасте 20 лет Кадошкинским райвоенкоматом Мордовской АССР был призван в ряды Красной Армии
В действующей армии на передовой начавшейся Великой Отечественной войны находился с самого начала, с 22 июня 1941 (граница Карельской АССР). Воевал в составе Карельского фронта (22.06.1941—14.11.1942), Центрального, Воронежского, 1-го Украинского фронтов.
За время службы Пётр Серебряков неоднократно отличился в боях с фашистскими захватчиками, проявил личное мужество. Прошёл путь от отступлений первого года войны до разгрома врага, участвовал в обороне Заполярья, в Сталинградской битве, в Курской битве, в освобождении Украины (в том числе участник битвы за Днепр), Белоруссии, Польши, штурмовал Германию, участник битвы за Берлин.
После войны в мае 1946 года был демобилизован из армии. Вернулся на Урал в Мордовию. В 1958 окончил 10 классов в селе Перхляй Рузаевского района. Затем переехал в Томскую область, жил в селе Малиновка. Работал лесорубом в Туганском леспромхозе (ЛПХ) Туганского района Томской области.
Русский, член КПСС с 1950.
Умер 11 марта 1985 года, похоронен в селе Малиновка, Томский район.

## Подвиги
- В ходе Черниговско-Полтавской операции стремительно продвинулась до Днепра и первой из всех советских армий форсировала Днепр. Во время этого наступления в бою за деревню Капаринка Комаринского района Полесской области (ныне территория Гомельской области), Белорусская ССР в начале сентября 1943 года младший сержант П. А. Серебряков, при отражении контратаки противника, огнём из своего миномёта уничтожил ручной пулемёт противника, огневую точку со станковым пулемётом противника и до 15 гитлеровцев. Это позволило закрепиться и дать возможность далее развивать наступление. Фронтовым приказом № 25-н от 13.10.1943 по 271-му Нижне-Волжскому стрелковому полку 181-й Сталинградской, ордена Ленина, Краснознамённой стрелковой дивизии, от имени Президиума Верховного Совета СССР, за проявленное личное мужество и героизм, младший сержант Серебряков П. А. награждён медалью «За отвагу».

По информации краеведческого музея Малиновской средней школы Томской области в годы Войны П. А. Серебряков был награждён несколькими боевыми медалями за личное мужество и отвагу в бою: ещё одной медалью «За отвагу» и двумя медалями «За боевые заслуги». Также за участия в крупнейших сражениях, в числе прочих военнослужащих — участников сражений, он был награждён соответствующими военными медалями.
- Командир 82-мм миномёта 271-го стрелкового полка (181-я стрелковая дивизия, 13-я армия, Центральный фронт) сержант Пётр Серебряков у населённого пункта Колыбань (Хмельницкий район Хмельницкой области, Укр. ССР) 27-го сентября 1943 года поддерживал огнём наступление стрелков-пехотинцев, поразив в ходе боя свыше 10 солдат (огнём рассеял до 50 гитлеровцев) и 4 автомашины противника. Отражая затем вражеские контратаки, уничтожил ещё до 20 солдат. Будучи обнаруженным и находясь по ураганным артиллерийским и миномётным огнём гитлеровцев, расчёт Серебрякова продолжал вести огонь по противнику. Во время наступления на деревню Немировка (Староконстантиновский район Хмельницкой области, Украинская ССР) 11-го декабря 1943 года миномётный расчёт Серебрякова успешно подавлял огневые точки и истреблял живую силу противника. За период с 14-го июля по 14-е декабря 1943 года на боевом счету расчёта сержанта Серебрякова было свыше 50 уничтоженных гитлеровцев, несколько автомашин, около 10 подавленных огневых точек. 18-го января 1944 года Пётр Серебряков был награждён орденом Славы III степени.
- Командир миномётного расчёта в составе того же полка и дивизии, но уже переподчинённые 3-й гвардейской армии (1-й Украинский фронт) старший сержант Серебряков 14-го июля 1944 года при штурме безымянной высоты (в 40 км юго-западнее города Луцк) прямыми попаданиями разбил 2 огневые точки и вывел из строя свыше 10 гитлеровцев. 17-го августа 1944 года был награждён орденом Славы II степени.
- В том же боевом составе и полку, но переподчинённых 6-й армии 1-го Украинского фронта, Пётр Серебряков со своим расчётом в наступательных боях на берлинском направлении в период с 21-го апреля по 8-е мая 1945 года истребил около 20 солдат и офицеров противника, поразил пушку и 3 пулемёта с прислугой. 27-го июня 1945 года награждён орденом Славы I степени.

Получив в боях 3 звезды солдатской Славы, Пётр Акимович Серебряков стал солдатом-героем, полным Кавалером Ордена.

## Награды
- 3 ордена Славы: III-й степени (18.01.1944), II-й степени (17.08.1944), I-й степени (27.06.1945)
- орден Отечественной войны I степени (06.03.1985)[11]
- 2 медали «За отвагу» (13.10.1943 и …)
- 2 медали «За боевые заслуги»
- медаль «За взятие Берлина» (1945)
- медаль «За Победу над Германией в Великой Отечественной войне 1941—1945 гг.» (05.09.1945)
- медаль «За оборону Советского Заполярья» (1946)
- медаль «За оборону Сталинграда» (1946)
- медаль «Двадцать лет Победы в Великой Отечественной войне 1941—1945 гг.» (1965)
- медаль «Тридцать лет Победы в Великой Отечественной войне 1941—1945 гг.» (1975)
- нагрудный знак-медаль «За доблесть и отвагу в Великой Отечественной войне 1941—1945 гг.»[12].
- медаль «Сорок лет Победы в Великой Отечественной войне 1941—1945 гг.» (03.1985)[11]
- нагрудный ветеранский знак-медаль «25 лет Победы в Великой Отечественной войне» (1970)
- медаль «За доблестный труд (За воинскую доблесть). В ознаменование 100-летия со дня рождения Владимира Ильича Ленина» (1970)
- медаль «Ветеран труда» (1980)
- медаль «30 лет Советской Армии и Флота» (1948)
- медаль «40 лет Вооружённых Сил СССР» (1958)
- медаль «50 лет Вооружённых Сил СССР» (1968)
- медаль «60 лет Вооружённых Cил СССР» (1978)

## Память
- Имя Пётра Акимовича Серебрякова представлено на Памятной стеле томичей-героев на аллее Боевой славы томичей в Лагерном саду города Томска.
- В Томском районе[13] 9-го мая 2005 года открыта мемориальная доска полному кавалеру ордена Славы П. А. Серебрякову. Открытие состоялось благодаря активности руководителя совета ветеранов Малиновского сельского поселения Владимира Герасимовича Коурова.